# Un penques de confiança
Un penques de confiança (títol original en anglès: The Wendell Baker Story) és una pel·lícula estatunidenco-alemanya de 2005 dirigida pels germans Andrew i Luke Wilson. Ha estat doblada al català.

## Argument
Wendell Baker (Luke Wilson) es troba a la presó després de traficar amb documentació falsa. Llavors agafa consciència que el que compta més per a ell és l'amor de la seva examiga Doreen (Eva Mendes). Obté aviat la seva llibertat condicional, a canvi d'un treball en una residència d'avis. Allí farà amistat amb uns ancians que l'ajudaran a intentar recuperar a la seva promesa. Baker per la seva banda els ajudarà a lluitar contra les males maneres de la direcció de l'hotel I els plans de corrupció de l'infermer en cap (Owen Wilson).

## Repartiment
- Luke Wilson com a Wendell Baker
- Eva Mendes com a Doreen
- Jacob Vargas com a Reyes Morales
- Owen Wilson com a Neil King
- Harry Dean Stanton com a Skip Summers
- Kris Kristofferson com a L. R. Nasher
- Seymour Cassel com a Boyd Fullbright
- Eddie Griffin com a McTeague
- Will Ferrell com a Dave Bix
- Angela Alvarado Rosa com a Irma
- Jo Harvey Allen com a Wanda king
- Buck Taylor com a Bob Draper
- Billy Joe Shaver com a reverend Shackelton
- Azura Skye com a May
- Nicole Swahn com a Lucy
- Heather Kafka com a Marianne
- Richard Andrew Jones com a Dr. Van Horn
- Steve Stodghill com a Otto Brinker
- Dennis Williams com a Leon
- Joel Trevino com a Teo Torres
- James Coolidge com a Oliver Torres